# 中華民國民事訴訟
中華民國民事訴訟為中華民國（台灣）的民事訴訟程序。由普通法院管轄，原則採三審三級制，其中第一、二審為事實審，第三審為法律審(《民事訴訟法》第467條)。
除了常見的訴訟事件和非訟事件（例如：調解程序、督促程序）外，廣義的民事訴訟還包括了例如仲裁等紛爭解決機制。狹義的訴訟事件所爭執者為某權利義務法律關係之存否，一般而言是指自第一審起訴至判決確定的程序。
紛爭事實發生後，首先原告須尋求實體法上的權利基礎，確定有實體法上權利基礎得以支撐其請求後，則進入紛爭解決機制擇定的階段。由於各種紛爭會因為客觀環境或當事人主觀意願的影響，不見得都適合用訴訟方式來滿足原告實體法上的請求；因此，如何擇定紛爭解決機制，往往也是當事人所需審慎考慮者。

## 第一審

### 起訴
在起訴階段，原告首先須決定其應採用何種訴訟程序，民事訴訟程序按照訴訟標的價額（以及特定事件）可以區分為通常程序（高於五十萬）、簡易程序（十萬至五十萬）和小額訴訟程序（低於十萬）三種。簡易程序和小額程序相較通常程序而言，當事人能在較短的時間內取得法院判決，適合案情簡單、有速結需求的事件，不過簡易程序和小額訴訟程序的救濟程序相較通常程序而言也較為不足。
原告擇定通常程序做為紛爭解決機制後，首先必須向法院起訴，於訴狀（民事起訴狀）送達法院後訴訟繫屬。訴狀的內容必須表明：
1. 雙方當事人及法定代理人姓名、住址。
2. 訴訟標的及其原因事實。
3. 應受判決事項之聲明。（訴之聲明）

當事人、訴訟標的和訴之聲明又合稱「訴之三要素」。當事人方面，如果有多數被告，除了牽涉到管轄法院的問題以外，還有共同訴訟（訴之主觀合併）的問題。而原告的部分，則有可能須要考慮是否以選定當事人制度的訴訟擔當型態來起訴。如果一訴中有複數訴訟標的，則牽涉到訴之客觀合併的問題。而訴之聲明則是當事人的聲明，內容在於向法院表明提起本訴訟的目的為何（例如「被告應給付新台幣兩百萬元予原告」等）。附帶一提，被告的答辯聲明通常為「原告之訴駁回」、「訴訟費用由原告負擔」。
除此之外，原告應依被告人數附具起訴狀繕本，並向法院預納裁判費，裁判費的計算方式見附錄。

#### 管轄
在這個階段，首先原告必須就紛爭事實選擇有管轄權的法院。依據民事訴訟法的規定，首先須視該事件是否為專屬管轄，若否，則視有無合意或應訴管轄，若否，則按照普通及特別審判籍向有管轄權之法院擇一起訴即可。
如果原告選擇了無管轄權的法院起訴，在判決前，法院應將案件移送至有管轄權的法院，在判決後，則會因為程序的進行而治癒欠缺管轄權的瑕疵，縱使當事人以此主張而上訴第二審，第二審也不得僅僅因此就廢棄原判決。不過如果違反的是專屬管轄的規定，第二審須廢棄原判決，並以判決移送至有管轄權的法院，違反專屬管轄同時也是得上訴第三審的事由。

#### 審查
法院於接受訴狀後會開始一連串分案、分股、定案號的程序。決定了承審法官後，首先會依序進行一連串要件的審查，包括了訴訟要件（例如審判權、當事人能力）、當事人適格、權利保護必要之判斷。訴訟要件若有所欠缺，則法院將會以裁定駁回原告之訴；若當事人不適格、欠缺權利保護必要（訴之利益），則法院將會以判決駁回原告之訴。如果訴訟要件具備、當事人適格，且具備訴之利益，則進入訴訟標的法律關係之判斷。

#### 訴訟標的
訴訟標的法律關係的判斷，也就是本案判斷，是指實體法上法律關係的判斷。雖然在學說上訴訟標的理論紛紜，不過實務上均以原告的請求權基礎為訴訟標的（舊訴訟標的理論），一個請求權基礎即為一個訴訟標的，如果就同一事實原告主張兩個以上的請求基礎，即為兩個以上的訴訟標的，為「訴之客觀合併」。

### 判決
判決是法院的意思表示，當法院就實體法律關係（也就是訴訟標的法律關係）進行審酌後，會下一個本案判決，終結此一審級，稱為終局判決。而在訴訟進行中，有時法院也會對各獨立的攻擊防禦方法下判決，稱為中間判決，通常不會有判決書，也不可以單獨針對中間判決獨立上訴。不過由於中間判決具有拘束終局判決的效力，法院不得於終局判決作出與中間判決牴觸之認定，因此實務上少見。
當事人就終局判決會收到一份判決書，判決書的內容主要是由「主文」、「事實」和「理由」三部分所構成。判決主文是法院就兩造當事人訴之聲明的回應，同時宣示了判決的結果（勝敗）；事實部分係針對記載當事人言詞辯論時所各主張之聲明；而理由則是法院說明如何決定判決主文的依據。區分上述各部分之主要實益在於，判決所發生的某些效力，有些僅及於主文（例如既判力），而有些卻包含了主文和事實理由的部分（例如爭點效）。若判決只有主文而未附理由，則構成上訴第三審事由。
針對判決的救濟為上訴，也是判決對於當事人而言最重要的意義之一。上訴期間為20天的不變期間，自合法送達後開始起算（若當事人與法院所在地不同，應留意在途期間的扣除）。不過如果當事人於送達前（也就是上訴期間起算前）即提出上訴，上訴仍為有效。須注意的是，上訴狀須提出於原法院，而不是欲上訴至之法院。上訴期滿後當事人仍未上訴，則不得上訴，判決即告確定。
附帶一提的是，除了判決以外，法院的其他意思表示均以裁定為之，只要法院、審判長、受命法官或受託法官針對程序上事項對當事人或關係人有所表示，都會以下裁定的方式為之。不過裁定不限於程序事項，某些裁定也涉及實體事項，例如督促程序中支付命令之裁定。對裁定的救濟為抗告及聲明異議。

## 第三審
中華民國民事訴訟的第三審為法律審，亦即其不會就該案中所涉及的事實重新認定，而是以下級法院所認定的事實為基準加以裁判。其僅針對下級審法院的法律見解是否妥當，認事用法是否有違法之虞來做出裁判，而不會另外再調查新證據和新事實，也因此在第三審中不可能做訴之變更追加，亦不可以提起反訴。第三審法院審理後，可能做出下列幾種判決：
1. 上訴不合法，裁定駁回。
2. 上訴無理由，判決駁回。
3. 上訴有理由，廢棄原判決，並發回原法院或發交其他同級法院重新審理。
4. 上訴有理由，廢棄原判決，自為裁判。

### 通常程序
通常程序的第三審管轄法院為最高法院，對於第二審之終局判決若有不服，除了法律另有規定外，在符合下列要件的情況下，可以上訴第三審：
- 上訴利益額150萬

依據民事訴訟法466條之規定，上訴利益額超過100萬時才能上訴第三審，但司法院可以依情勢需要增減50萬。司法院已經於2002年時以命令將上訴利益額增加至150萬，所以說，自2002年以後，上訴利益額未逾150萬者，不得上訴第三審。
- 律師強制代理

由於第三審為法律審，需要較為專業的法律知識與技巧，以保障當事人的權益，故民事訴訟法第466條之1便規定，上訴第三審需要律師強制代理。也就是說，要打第三審訴訟一定要請律師（或在特定情況下，有律師資格並經法院認可之人）才行。如果沒有錢請律師的話，可以聲請訴訟救助，由第三審法院代為選任律師為訴訟代理人。
- 符合民事訴訟法所規定之上訴事由

民事訴訟法中就可以上訴第三審的事由有做出限制，其中，若是有第469條判決當然違背法令之情況，便可以這些理由上訴第三審，而不需要得到第三審法院的許可，稱為「權利上訴」。而若非有第469條所列各款之情況，而是以其他理由上訴的話，則必須要第三審許可才行，若第三審法院不許可，則該訴訟可能遭致駁回，又稱為「許可上訴」。至於第三審判斷是否許可該訴訟之標準，以可以從事法之續造、確保裁判一致性或是其他涉及法律見解有原則上重要性為標準。

#### 飛躍上訴
在2003年修法時，為了要使當事人能夠更快速的獲得第三審終局裁判，新增了所謂「飛躍上訴」的制度，也就是說，當事人於第一審法院作出判決後，可以不上訴第二審法院，而直接合意向第三審法院上訴。但提起飛躍上訴的前提必須要是原告和被告對於第一審法院所認定的事實都沒有爭議，只就第一審法院的法律適用有爭議時，便可兩造合意，亦即在原告與被告均同意的情況下，直接向第三審法院提起上訴，進而跳過第二審之審理。不過要進行飛躍上訴仍須該案件本身即屬符合可以上訴第三審的案件才行（特別是上訴利益額之部分），否則仍須向第二審法院上訴才行。
不過，部分考題甚至法院裁判認為簡易程序之第三審上訴，因跳過高等法院，故稱「飛躍上訴」。這是很大的謬誤。簡易程序第三審雖然跳過高院而逕向最高法院提起，然而仍然是有三個審級，並沒有跳級。認為這是「飛躍上訴」是不明就裡的誤解。

## 簡易程序
採取簡易訴訟之案件，按民事訴訟法第427條，包含：
- 訴訟標的之金額或價額在新台幣五十萬元以下。
- 因建築物或其他工作物定期租賃或定期借貸關係所生之爭執涉訟者。
- 雇用人與受雇人間，因僱傭契約涉訟，其僱傭期間在一年以下者。
- 旅客與旅館主人、飲食店主人或運送人間，因食宿、運送費或因寄存行李、財物涉訟者。
- 因請求保護占有涉訟者。
- 因定不動產之界線或設置界標涉訟者。
- 本於票據有所請求而涉訟者。
- 本於合會有所請求而涉訟者。
- 因請求利息、紅利、租金、退職金或其他定期給付涉訟者。
- 因動產租賃或使用借貸關係所生之爭執涉訟者。
- 因第一款至第三款、第六款至第九款所定請求之保證關係涉訟者。
- 當事人之合意，適用簡易程序者。
- 法院適用簡易程序，當事人不抗辯而為本案之言詞辯論者，視為已有前項之合意。

簡易訴訟程序的第二審管轄法院雖然是地方法院的合議庭，但其第三審的管轄法院並非高等法院，而仍然以最高法院為其第三審管轄法院。
不過簡易程序的第三審上訴之要件較通常程序更為嚴格，必符合下列幾個要件：
- 上訴利益額超過150萬。
- 適用法規顯有錯誤。
- 原裁判法院的許可（也就是原本第二審判決的地方法院合議庭許可）。
- 表明上訴或抗告理由。

## 小額程序
小額訴訟程序採取「一級二審制」，亦即第二審地方法院合議庭判決後，該案即告確定，不能再行上訴或抗告。故小額訴訟程序無第三審之問題。

## 判決確定
若當事人逾上訴期間未上訴，或判決不得上訴時，判決確定。判決確定後即生判決效力，而判決的效力則取決於訴之種類，不同種類的訴訟所產生的判決效力也不盡相同。

### 形式確定力
即當事人不得再以上訴方式請求廢棄或變更該判決。

### 實質確定力（既判力）
判決確定後會發生既判力，其作用在於拘束當事人及法院不得提起同一之訴或於他訴中為歧異之主張。
原則上只有判決主文的部分有既判力，理由部分的判斷不生此種拘束力，不過抵銷抗辯雖然在理由中，卻例外地生既判力。
此外，受既判力拘束者除了當事人外，同時也及於當事人的繼受人、訴訟擔當的被擔當人、為當事人占有訴訟標的物之人等人。在當事人之繼受人的部分，包含了一般繼受（繼承的情形）和特定繼受（包括受讓訴訟標的法律關係﹝例如債權讓與、債務承擔﹞，以及受讓訴訟標的物）的情形。

### 執行力
得讓法院據以強制執行之效力，稱為執行力。可據以為強制執行之文件，稱為執行名義。

### 形成力
指判決在宣示或公告之後，直接使法律關係發生、變更或消滅。

### 爭點效
除了上述判決的原有效力以外，學說上為了避免裁判矛盾，提出了爭點效理論。主張前訴中的主要爭點，經過雙方認真攻防、法院認真審理，且所爭執的利益與後訴相當者，對後訴當事人及法院生一定的拘束力（通用力），是判決理由對後訴無拘束力之例外。不過現今學說及實務上並未完全接納爭點效的存在。

### 參加效
民事訴訟法第六十三條有關於本訴訟裁判對參加人之效力之規定, 參加人對於其所輔助之當事人，不得主張本訴訟之裁判不當。但參加人因參加時訴訟之程度或因該當事人之行為，不能用攻擊或防禦方法，或當事人因故意或重大過失不用參加人所不知之攻擊或防禦方法者，不在此限。參加人所輔助之當事人對於參加人，準用前項之規定。

## 強制執行
在給付訴訟之情形，原告得到勝訴確定判決後，得以之為執行名義，向法院聲請對債務人強制執行，以滿足其債權，這也是提起給付之訴的最終目的。
若原告提起者為確認之訴或形成之訴，由於並非聲請法院判命被告為一定給付，故縱使得到勝訴判決亦不具有執行力，自不得依此聲請強制執行。

## 民事事件審判系統表
| 法院     | 法院     | 審判程序                  | 審判程序               | 審判程序         |
| 法院     | 法院     | 通常程序 （一般民事事件） | 簡易程序               | 小額訴訟程序     |
| 最高法院 | 最高法院 | 第三審（法律審）          | 第三審（法律審）       |                  |
| 最高法院 | 最高法院 | 合議制（五人）            | 合議制（五人）         |                  |
| 高等法院 | 高等法院 | 第二審（事實兼法律審）    |                        |                  |
| 高等法院 | 高等法院 | 合議制（三人）            |                        |                  |
| 地方法院 | 民事庭   | 第一審（事實兼法律審）    | 第二審（事實兼法律審） | 第二審（法律審） |
| 地方法院 | 民事庭   | 獨任制 合議制（三人）     | 合議制（三人）         | 合議制（三人）   |
| 地方法院 | 簡易庭   |                           | 第一審（事實審）       | 第一審（事實審） |
| 地方法院 | 簡易庭   | 獨任制                    | 獨任制                 |                  |

## 附錄
- 起訴

1. 各級法院管轄區域一覽表（doc檔）
2. 各地方法院簡易事務分配區域一覽表（doc檔）
3. 民事訴訟事件裁判費徵收核算對照表（doc檔）
4. 民事起訴狀參考範例（doc檔）
5. 民事答辯狀參考範例（doc檔）

- 上訴

1. 法院訴訟當事人在途期間標準（doc檔）
2. 民事上訴狀參考範例（doc檔）

## 參照
- 民事訴訟法
- 共同訴訟
- 訴之變更追加
- 反訴
- 訴之客觀合併

## 外部連結
- 李木貴法官の民事訴訟法教室
- （日語）民事訴訟法講義（栗田隆氏）